# Explosion dans l'usine Kristall
Une explosion dans l'usine d'explosifs Kristall (ru) a eu lieu le 1er juin 2019 à Dzerjinsk en Russie. L'explosion a endommagé cinq bâtiments de l'usine et 180 bâtiments résidentiels, 38 ouvriers et 41 habitants ont été blessés par des éclats. L'explosion est survenue dans l'un des ateliers puis un incendie s'est propagé sur une centaine de mètres carrés, cinq ouvriers étaient alors présents sur les lieux de l'explosion,. Les services de secours ont déployé 700 hommes et 150 véhicules. Un bilan publié le lendemain par le ministère de la Santé fait état de 89 blessés dont 44 employés de l'usine tandis que le gouverneur adjoint de l'oblast de Nijni-Novgorod, auquel appartient Dzerjinsk, parle de deux disparitions.
L'usine de Dzerjinsk, créée en 1953 et dépendant du groupe Rostec, produisait des explosifs à forte puissance pour l'usage de l'armée russe. Selon la BBC, la production est interrompue. Selon Interfax, le directeur de l'usine avait été licencié littéralement la veille de l’accident pour manquement grave aux règles de sécurité à la suite d'une explosion qui avait détruit un atelier le 4 avril 2019, sans faire de blessé. Quelques mois plus tôt, le 31 août 2018, l'explosion de l'usine d'explosifs Sverdlov, dans la même ville, avait fait au moins 5 morts.